# A Philosopher Lecturing on the Orrery
A Philosopher Lecturing on the Orrery ou no título inteiro A Philosopher giving a Lecture on the Orrery in which a lamp is put in place of the Sun
 é um quadro do pintor inglês Joseph Wright of Derby, datado de aproximadamente 1766. O quadro que está hoje no Derby Museum and Art Gallery, representa um professor dando uma demonstração de um planetário para um pequeno grupo de pessoas. É considerada uma das pinturas mais famosas de Wright. Acredita-se que o filósofo foi inspirado em Isaac Newton.